# (36235) Sergebaudo
(36235) Sergebaudo (1999 VJ) – planetoida z pasa głównego asteroid okrążająca Słońce w ciągu 4,27 lat w średniej odległości 2,63 j.a. Odkryta 1 listopada 1999 roku.